# كاثرين كارمايكل
كاثرين («كاي») ماكنتوش كارمايكل (بالإنجليزية: Catherine ("Kay") MacIntoch Carmichael )‏ (من مواليد 22 نوفمبر 1925 - والمُتوفاة في 26 ديسمبر 2009) والمعروفة باسم رانكن هي شخصية مؤثرة في السياسة الإسكتلندية وناشطة ضد الغواصات النووية في إسكتلندا.

## حياتها
وُلدت كارمايكل في شيتليستون، بغلاسكو في 22 نوفمبر 1925. درست كارمايكل في جامعة إدنبرة وتولّت منصب كبير ضمن المُحاضرين في جامعة غلاسكو. انضمت كارمايكل في سن ال 20 إلى حزب العمل المستقل في إسكتلندا. وشملت نشاطاتها «غارات حرب العصابات» في قاعدة فسلان البحرية لزراعة الزهور التي حُكم عليها بسببها بالحبس لمدة أسبوعين في السجن. وبينما كانت عضوةً في لجنة المزايا التكميلية لحكومة المملكة المتحدة في أواخر السبعينيات، اختارت أن تعيش لفترة وجيزة في منطقة ليلي بانك / برايدفاولد في غلاسكو.